# Fixsenia camboi
Fixsenia camboi är en fjärilsart som beskrevs av De Sagarra 1921. Fixsenia camboi ingår i släktet Fixsenia och familjen juvelvingar. Inga underarter finns listade i Catalogue of Life.